# Verkehrsdienst (Fachzeitschrift)
Der VERKEHRSDIENST (Eigenschreibweise) ist eine Zeitschrift für die Rechtspraxis im Straßenverkehr. Er informiert über neue Entwicklungen im gesamten Straßenverkehrsrecht, Fahrerlaubnisrecht, Verkehrsordnungswidrigkeiten- und Verkehrsstrafrecht. Neben Fachbeiträgen enthält der VERKEHRSDIENST Urteile im Volltext und Urteilszusammenfassungen.

## Auflage und Reichweite
Der VERKEHRSDIENST erscheint monatlich. Die Druckauflage beträgt im Jahresdurchschnitt 1500 Exemplare.

## Leser
Der VERKEHRSDIENST wendet sich an Praktiker in Straßenverkehrsbehörden und Kfz-Zulassungsämtern und im Polizeidienst sowie an Fahrschulen und Verkehrsjuristen.

## Internetpräsenz
Der Online-Auftritt bietet Zusatzinformationen zum Printmedium. Die in der monatlich erscheinenden Zeitschrift veröffentlichten Aufsätze und Kommentare zum Straßenverkehrsrecht werden in einem Online-Archiv erfasst und sind gegen Bezahlung eines Abonnements einsehbar. Gerichtliche Entscheidungen werden in der jeweiligen Originalfassung veröffentlicht. Über 1.000 kommentierte Verkehrsrechtsurteile und Aufsätze sind im Online-Archiv hinterlegt. Jahresinhaltsverzeichnisse mit Fundstellen ermöglichen einen direkten Zugriff auf die Texte.